# Volkspark Kleinzschocher
Der Volkspark Kleinzschocher, auch unter dem Namen Küchenholz bekannt, ist ein städtischer Park im Südwesten Leipzigs.

## Lage
Der Volkspark Kleinzschocher umfasst den Auenbereich westlich der Weißen Elster zwischen der Antonienstraße, die ihn im Norden begrenzt, und mehreren Kleingartenanlagen im Süden. Die westliche Grenze bildet der Kantatenweg. Der Park hat Zugang von den dicht besiedelten Gebieten Schleußig, Plagwitz und Kleinzschocher.
Im Osten beziehungsweise Süden des Gebietes liegen die Forstbereiche Küchenholz und Hahnholz, die wegen fehlender Abgrenzung häufig dem Volkspark zugerechnet werden; umgekehrt wird das gesamte Gebiet oft vereinfachend als Küchenholz bezeichnet. Mit diesen Forstbereichen zusammen belegt das Gebiet eine Fläche von etwa 70 Hektar.

## Parkbeschreibung
Der Volkspark Kleinzschocher umfasst sehr unterschiedliche Bereiche. Von Norden her trifft man zunächst auf streng geometrisch angelegte Teile, wie das Rosen-Parterre und das Stauden-Rondell. Mit ihren Sitzbänken bilden sie einen Platz der Ruhe. Am Nordrand steht auch eines der vier 1913 eingeweihten Österreicher-Denkmale Leipzigs, die an die Beteiligung Österreichs an der Völkerschlacht bei Leipzig 1813 erinnern.
Östlich dieser sogenannten Sondergärten befindet sich das Sommerbad Kleinzschocher, wegen der Nähe zu Schleußig auch die Schleuße genannt, und westlich davon ein Kinderspielplatz. Durch diesen nördlichen Bereich führen die Küchenholzallee und eine mit Silberahorn bestandene Allee auf eine etwa zehn Hektar große Wiese, die Struthwiese.

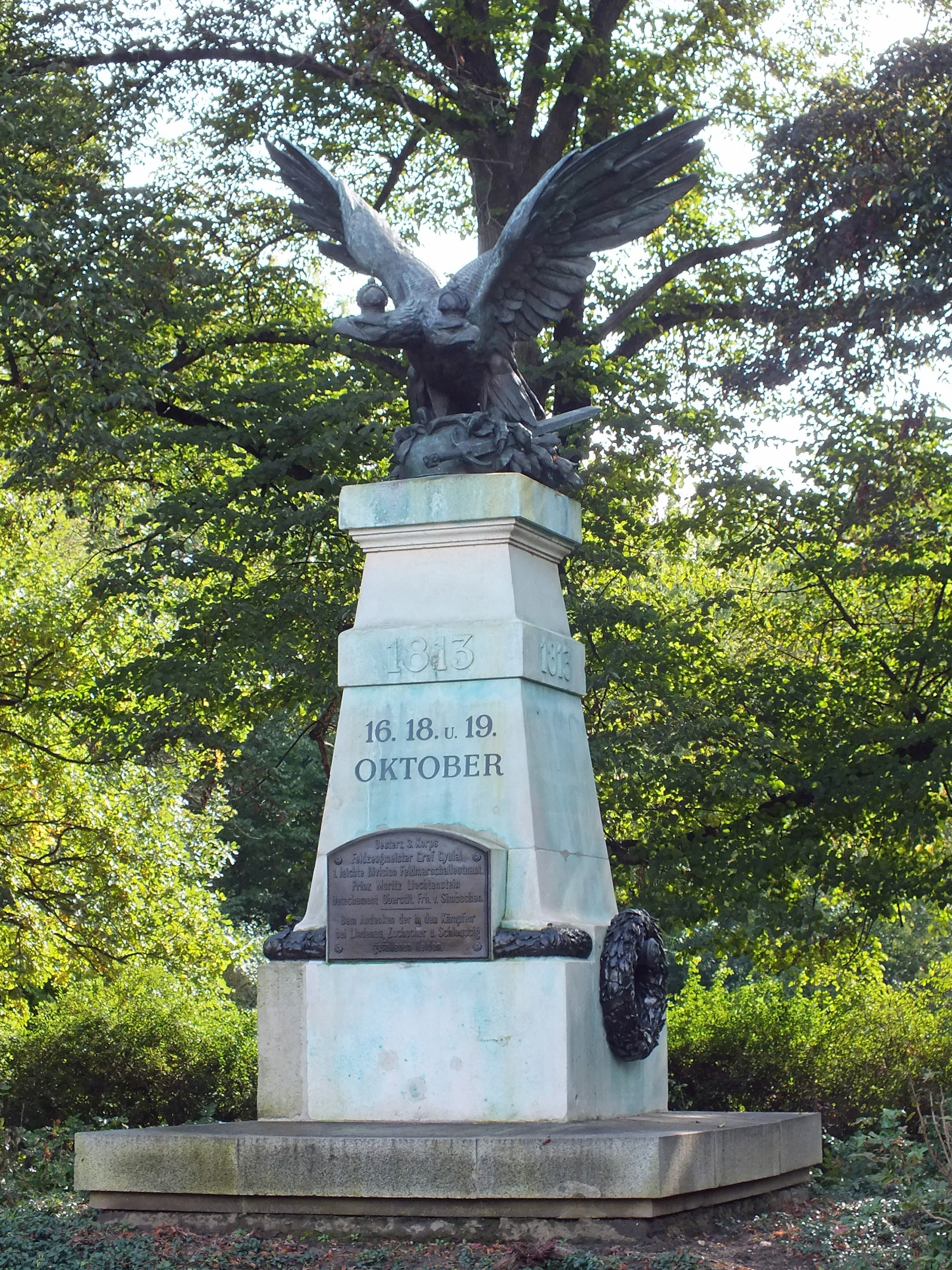
Das Österreicher-Denkmal
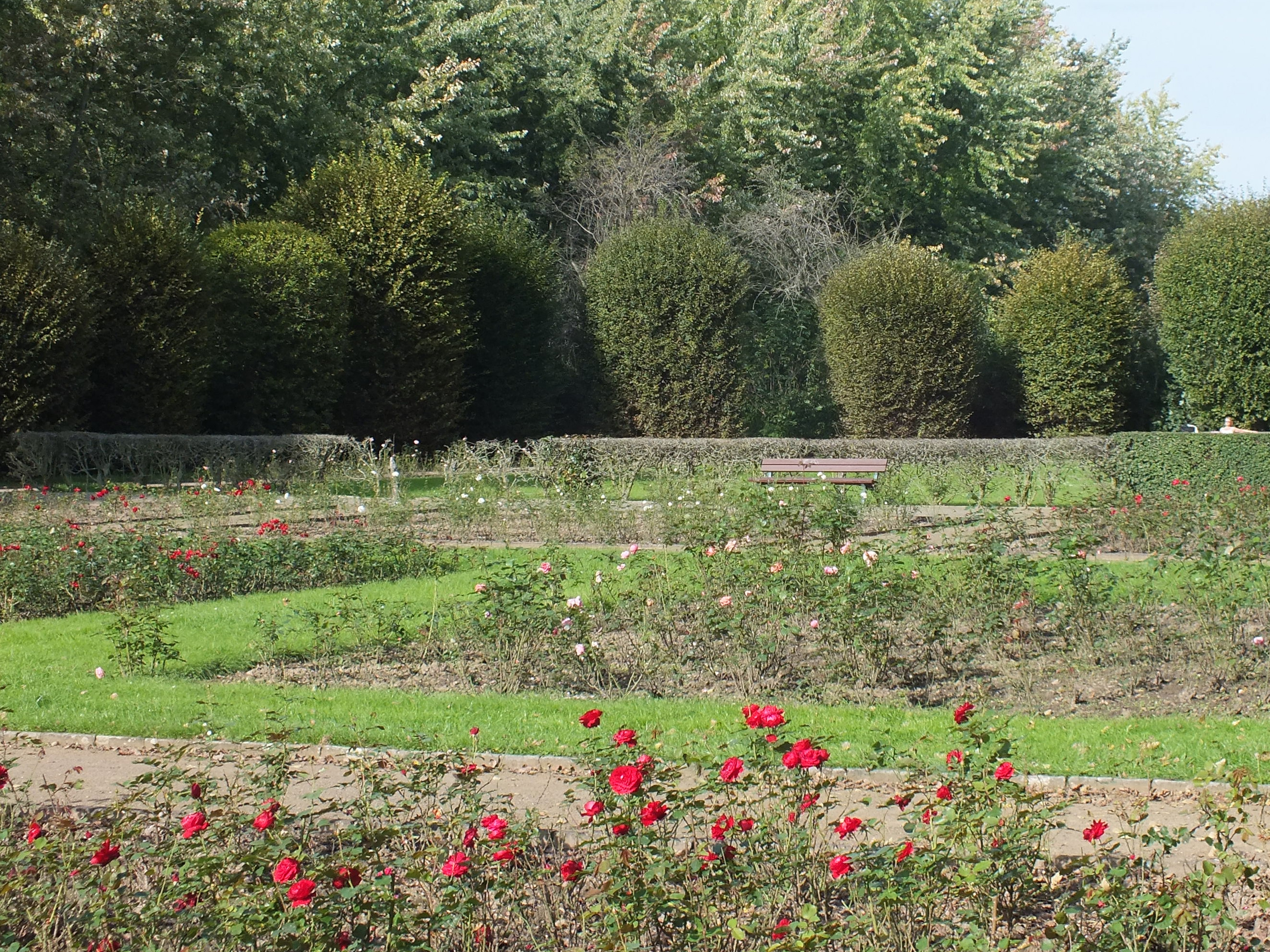
Im Rosen-Parterre
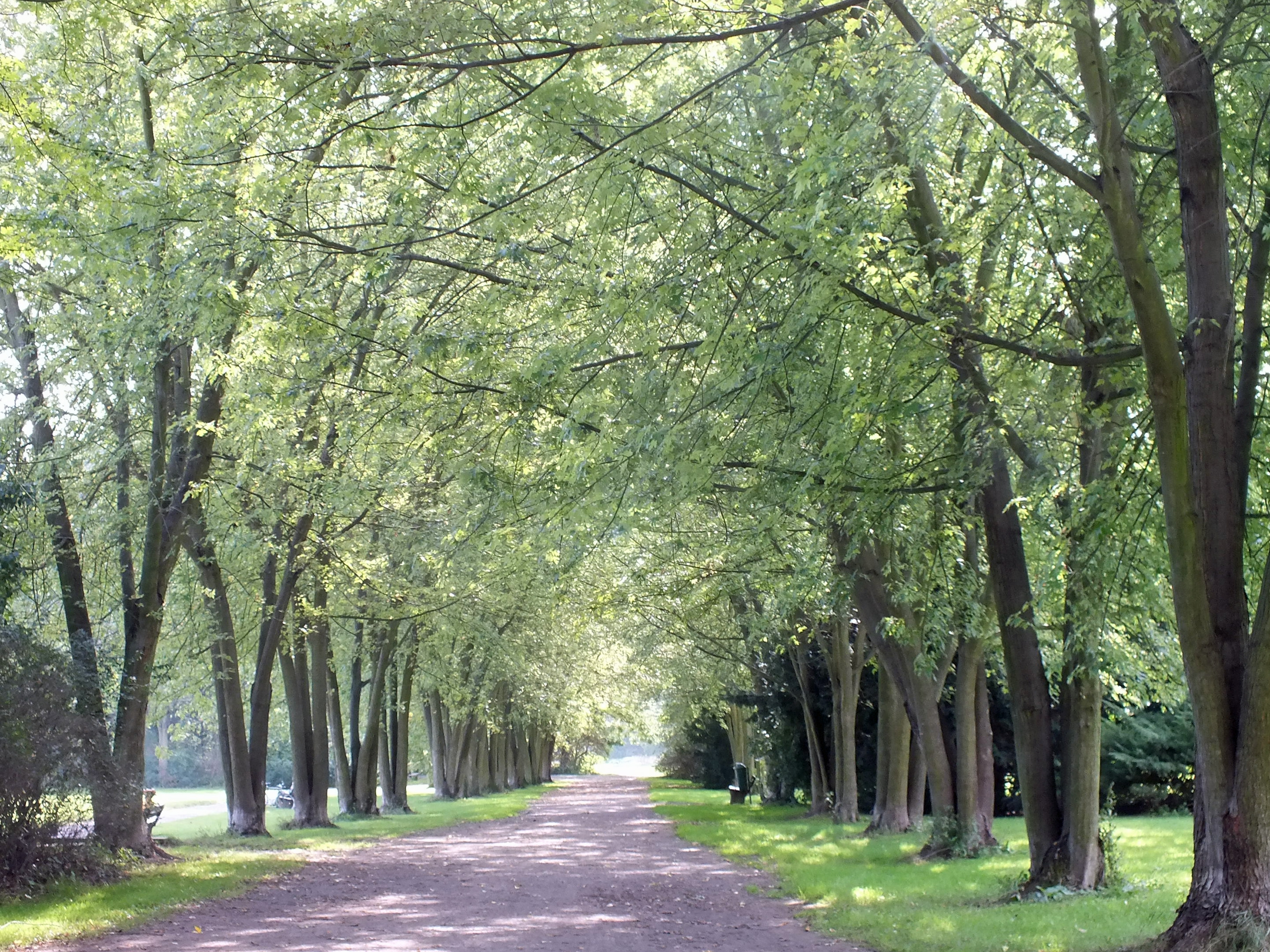
Die Silberahorn-Allee
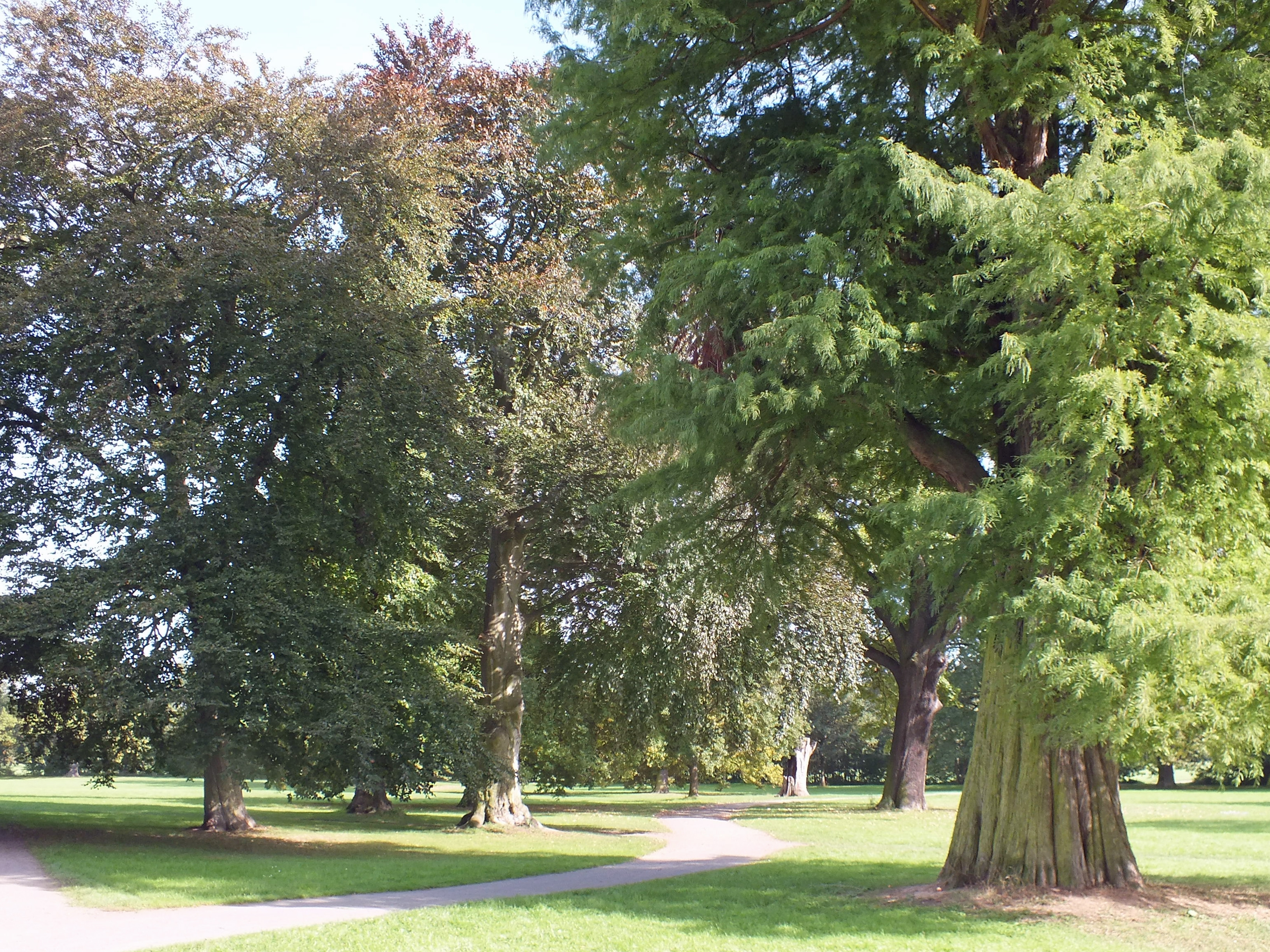
Im ehemaligen Schlosspark
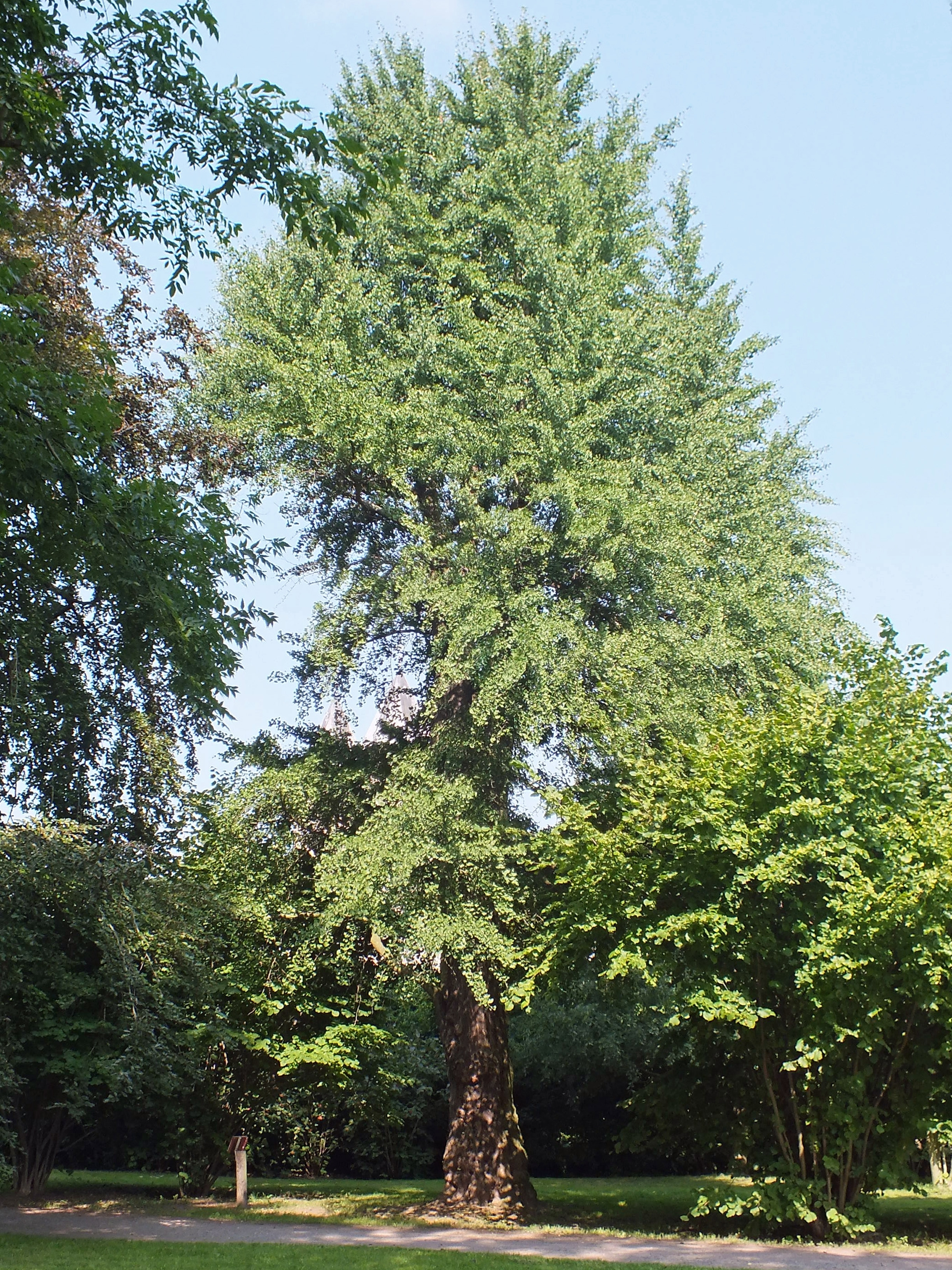
Der Ginkgobaum

Westlich dieser Wiese schließt sich der Bereich des ehemaligen Schlossparks des Gutes Kleinzschocher an. Ehemals im englischen Stil angelegt, finden sich hier sehr wertvolle und alte Bäume, darunter ein Trompetenbaum, ein Ginkgobaum und eine sehr hohe Eibe. Hier verläuft das Wegenetz auch unregelmäßiger.
Nördlich des ehemaligen Schlossparks liegen die Sportanlagen des VfK Blau-Weiß Leipzig mit dem Stadion der Freundschaft und südlich die des Leipziger Sportvereins Südwest.
Auf einer Wiese zwischen Küchenholz und Hahnenholz wurde der Hain der Bäume des Jahres angelegt. Hier wurde in jedem Jahr von 1989 bis 2014 ein Exemplar der von der Stiftung „Baum des Jahres – Dr. Silvius Wodarz Stiftung“ und deren Fachbeirat „Kuratorium Baum des Jahres“ (KBJ) für das nächste Jahr als „Baum des Jahres“ ausgewählten Baumart auf einer künstlichen Geländeerhebung angepflanzt. Auf einem beigefügten Holzpfahl zu jedem der 26 Bäume sind das Jahr sowie der lateinische und der deutsche Name eingeschnitten. Ab 2015 wurde die Aktion in den Grünen Bogen Paunsdorf verlegt.
Im Park findet jeden Samstag 9 Uhr der Küchenholz parkrun statt. Beim Parkrun handelt es sich um einen wöchentlichen, weltweit stattfindenden 5-km-Lauf für Jedermann. Der Lauf im Küchenholz ist, gemeinsam mit den Läufen im Georgengarten in Hannover und in der Neckarau in Mannheim, der älteste Parkrun auf deutschem Boden; die Tradition an diesen drei Standorten begann am 2. Dezember 2017.

## Geschichte
Während im Bebauungsplan der Stadt von 1912 das Gebiet noch für eine Bebauung vorgesehen war, änderten sich in den Jahren nach dem Ersten Weltkrieg im Zusammenhang mit dem allgemeinen Entstehens von Volksparks die Absichten zugunsten einer Parkanlage. 1920 gelang der Kauf des Wiesengeländes vom Rittergut Kleinzschocher. 1928 legte der städtische Gartendirektor Nikolaus Molzen seinen Entwurf des Parks vor, und die Arbeiten begannen. Im Zusammenhang mit der im gleichen Jahr angekündigten Freigabe des ehemaligen Gutsparks sprach die Neue Leipziger Zeitung von „einem Schmuckkästchen für den Westen Leipzigs“.

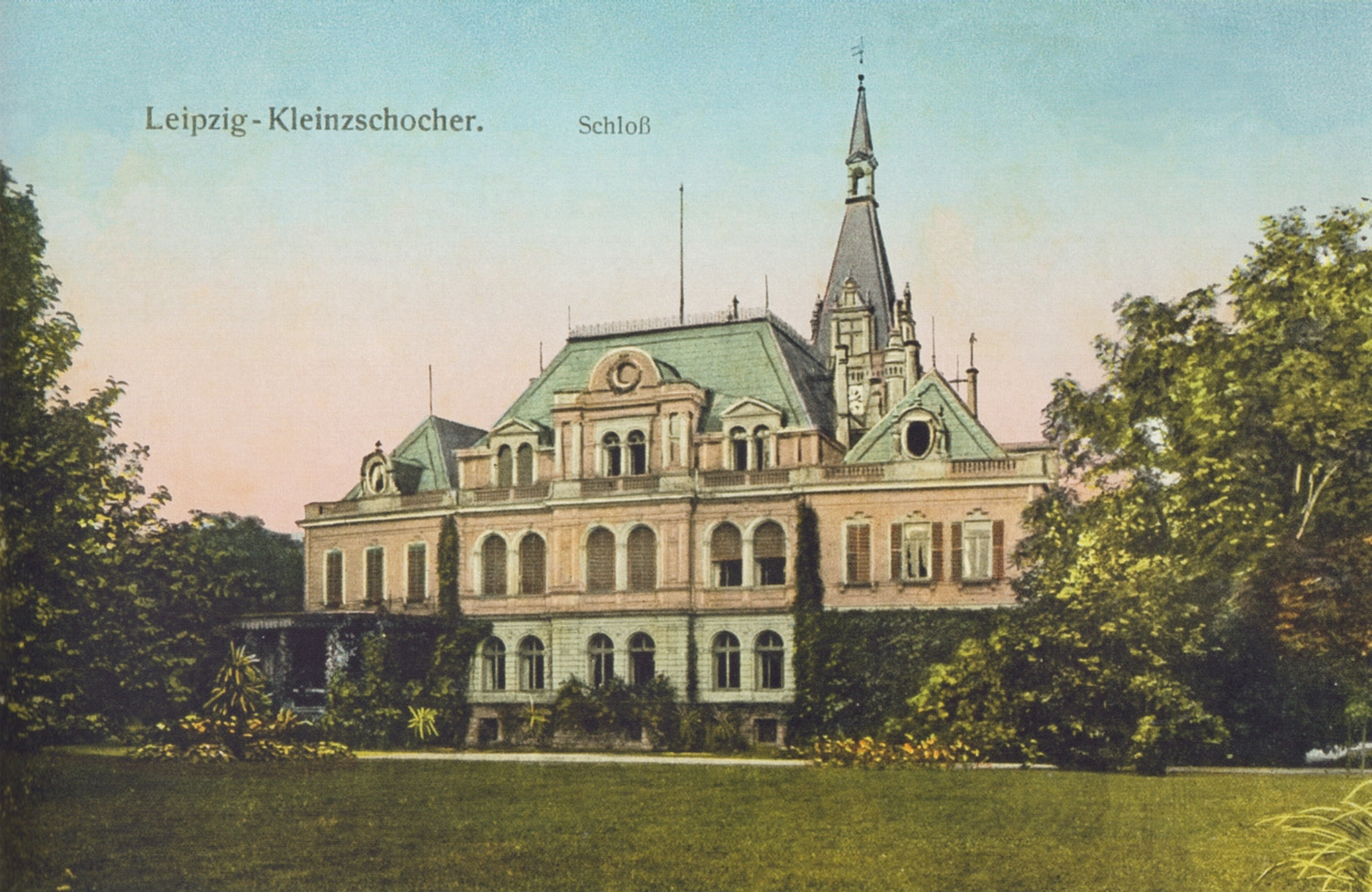
Gartenseite des Schlosses um 1915

Bis zum Ausbruch des Zweiten Weltkrieges wurden die Sondergärten nahe der Küchenholzallee, neue Wege und die Gehölzkulisse rund um die Struthwiese fertiggestellt. Im Jahr 1939 wurden die Wiesen des Volksparks in die 5. Reichsnährstands-Ausstellung einbezogen. Während des Zweiten Weltkrieges wurde das Schloss Kleinzschocher schwer beschädigt, sodass es später abgerissen werden musste, sein Gelände aber nicht in den Park einbezogen.
In den 1950er und 1960er Jahren wurde das verwilderte Parkgelände wiederhergestellt und teilweise verändert. Die während der DDR-Zeit erfolgte Bebauung verschiedener Flächen durch die Gesellschaft für Sport und Technik wurde inzwischen wieder beseitigt.